# Магеррамов, Мамед Али оглы
Мамед Али оглы Магеррамов (азерб. Məmməd Əli oğlu Məhərrəmov; 9 октября 1919 — 5 мая 1977) — участник Великой Отечественной войны, командир отделения 933-го стрелкового полка 254-й стрелковой дивизии 52-й армии 2-го Украинского фронта, старший сержант. Герой Советского Союза.

## Биография
Родился 9 октября 1919 года в селе Карасучу (ныне — в Геранбойском районе Азербайджана).
С 1939 года в РККА. Участвовал в войне с Финляндией 1939—1940 годов. Участник Великой Отечественной войны. Подразделение, которым командовал Мамед Магеррамов, под покровом ночи, форсировав Днепр, окопалось на правом берегу. Утром, сломив сопротивление немцев, бойцы отряда Мамеда Магеррамова освободили близлежащую деревню. В бою было захвачено самоходное орудие, две пушки, а также миномётная батарея. Плацдарм был расширен до трёх километров. Подразделение Магеррамова удержало захваченный плацдарм до подхода основных сил соединения, несмотря на ожесточённые атаки немцев.

Указом Президиума Верховного Совета СССР «О присвоении звания Героя Советского Союза генералам, офицерскому, сержантскому и рядовому составу Красной Армии» от 22 февраля 1944 года за «образцовое выполнение боевых заданий командования при форсировании реки Днепр, развитие боевых успехов на правом берегу реки и проявленные при этом отвагу и геройство» удостоен звания Героя Советского Союза с вручением ордена Ленина и медали «Золотая Звезда» (№ 2570).

С 1945 года вышел в запас в звании лейтенанта.
После войны работал председателем сельсовета Кялак Касум-Исмаиловского района, председателем колхоза. Умер 5 мая 1977 года. Похоронен в Гяндже.

## Награды
- Медаль «Золотая Звезда»;
- орден Ленина;
- орден Красной Звезды;
- медали, в том числе:
  - медаль «За победу над Германией в Великой Отечественной войне 1941—1945 гг.»;
  - юбилейная медаль «Двадцать лет Победы в Великой Отечественной войне 1941—1945 гг.»;
  - юбилейная медаль «Тридцать лет Победы в Великой Отечественной войне 1941—1945 гг.».